# Carry On (novela)
Carry On  (Moriré besando a Simón Snow) es el primer libro de la serie literaria juvenil Simon Snow escrita por la autora Rainbow Rowell, en 2015. La historia es un spin-off basado en los personajes de la saga de Simon Snow pertenecientes a Fangirl. Carry On es la historia de Simon Snow, 'el elegido' profetizado a vencer al Humdrum, una fuerza maligna que ha causado estragos al mundo de la magia en recientes años. La novela es contada en diferentes puntos de vista, incluyendo a Simon, a su archienemigo Baz, su exnovia Agatha y su mejor amiga Penny.

## Contexto
Después de haber escrito Fangirl, Rowell tenía deseos de seguir escribiendo acerca de Simon, Baz y el mundo mágico. A pesar de que en la novela Fangirl, la protagonista, Cath, era la que escribía el 'fan fiction' de título Carry On, Rowell decidió que ella quería explorar ese mundo de su propia manera y no de la mente de Cath.

## Argumento
Simon Snow es un mago huérfano de 18 años que regresa a la Escuela Mágica de Watford para su octavo y último año. Criado entre los "normales" (humanos sin poderes mágicos) Simon fue descubierto cuando era un niño por su mentor "el Hechicero", quien es el director de Watford y el líder del mundo mágico. Simon tiene una cantidad sin precedentes de poder mágico y, por lo tanto, es apodado "El Elegido", el profetizado Gran Hechicero. La profecía dice que uno acabará con la magia (se cree que es una criatura de reciente aparición llamada "Humdrum") y uno (que se cree que es Simon) traerá su caída. Alrededor de la época del nacimiento de Simon, comenzaron a aparecer "puntos muertos" mágicos por toda Inglaterra, lugares donde la magia ya no existe y los seres mágicos no pueden usar sus poderes. Su aparición se atribuye a él Humdrum.
El libro también es interrumpido con frecuencia por capítulos cortos narrados por un personaje llamado Lucy, que reflexiona sobre su propio tiempo en Watford hace años, y su relación con otro estudiante llamado Davy, un hombre obsesionado con la profecía del Gran Hechicero.
Simon se reúne con Penelope y la pastora Ebb, así como con su hermosa novia Agatha Wellbelove. A pesar de su relación aparentemente perfecta, Agatha anhela la independencia y rompe con Simon. Otro punto de discordia en la vida de Simon es su compañero de cuarto vampiro Basilton "Baz" Grimm-Pitch, a quien considera su "némesis". Durante los primeros dos meses del año escolar, Baz está ausente sin explicación, para frustración de Simon.
Durante octubre, cuando el velo entre los vivos y los muertos es delgado, Simon recibe la visita de Natasha Grimm-Pitch, la madre de Baz y ex directora de Watford antes de "el Hechicero". Con Baz desaparecido, le pide a Simon que vengué su asesinato (aparentemente cometido por vampiros) y que encuentre a "Nicodemus". Cuando Baz regresa, después de haber sido secuestrado por criaturas llamadas Numpties y recientemente escapado, él, Simon y Penelope intentan investigar la muerte de Natasha y descubrir quién es Nicodemus, con poco éxito.
Durante las vacaciones de Navidad, Ebb le cuenta a Simon que tenía un hermano gemelo llamado Nicodemo; sin embargo, después de graduarse, Nicodemo le pidió a un vampiro que lo convirtiera para ganar la inmortalidad. Su solicitud se cumplió, pero fue desterrado del mundo mágico. Simon se apresura a ir a la casa de Baz para informarle, interrumpiendo las celebraciones familiares de los Pitch.
Rastrean a Nicodemo hasta un bar en el West End, pero este solo les dice que unas semanas antes del ataque, un hechicero se le acercó y pidiendo un acuerdo para que él y otros vampiros atacaran Watford. Nicodemo en ese momento dijo que no, pero se niega a decirle a Simon y Baz el nombre del hechicero. Baz se marcha furioso y, desgarrado por la idea de que ha fracasado, tiene la intención de suicidarse por autoinmolación. Simon lo convence de desistir y lo besa.
Agatha y Penélope viajan a la casa de Baz a la mañana siguiente a petición de Simon. Baz y Penelope le explican su investigación a Agatha, pero ella tiene miedo de ir a espaldas del Hechicero y se sorprende de que Simon y Baz ahora sean aparentemente amigos; ella se va con Penélope, mientras que Simon regresa para quedarse con Baz. Tienen una cena de Nochebuena con la familia Pitch.
Después de dejar a Penélope, Agatha tiene una conversación con su madre. La Sra. Wellbelove cotillea con su hija sobre una bruja llamada Lucy Salisbury que, según los informes, se escapó a Estados Unidos con un Normal después de tener un hijo ilegítimo y renunció a la magia. Agatha queda fascinada por la idea de escapar también de su vida presurosa a otro lugar.
Mientras tanto, Lucy recuerda haber comenzado una relación con Davy y se mudan juntos después de su graduación. Davy se convence a sí mismo de que está destinado a traer al Gran Hechicero, y una noche deja embarazada a Lucy, convencido de que es el padre del Gran Hechicero.
El Humdrum ataca a Simon en la casa de Baz y drena el área de su magia, creando un punto muerto. Sin embargo, afirma que no tomó la magia y es simplemente "lo que queda cuando terminas". Simon usa sus poderes para hacerse brotar alas y se va volando a la casa de Penélope.
A la mañana siguiente, Baz aparece en la puerta de la familia Bunce. Mientras mira el mapa de puntos muertos, Baz concluye que todos aparecieron en las fechas en las que Simon ha utilizado poderosos ataques mágicos a lo largo de los años. Teoriza que Simon no puede simplemente generar más poder; lo toma de diferentes lugares de Gran Bretaña sin darse cuenta, creando así los puntos muertos. Baz y Penelope también creen que Humdrum es simplemente un eco o un agujero que Simon creó debido a que arrancó mucha magia a la vez, lo que explica por qué Humdrum parece un Simon de once años. Simon quiere decírselo al Hechicero, pero Baz está en contra de esto y, por lo tanto, Simon viaja solo a Watford.
Ebb es secuestrada por el Hechicero, lo que hace que Nicodemo se una al lado de Baz, y les informa la identidad del mago que se le acercó como demostración de confianza: fue el Hechicero, quien contrató a los vampiros para matar a la madre de Baz con el fin de tomar el poder, e incitar al pánico. Baz y Penelope se dirigen a enfrentarlo y salvar a Simon.
En Watford, el Hechicero intenta tomar la magia de Ebb, queriendo hacerse lo suficientemente poderoso como para derrotar al Humdrum por su cuenta. En la lucha, la apuñala justo cuando llega Simon. Simon intenta revivirla mientras el Hechicero intenta convencer a Simon de que le dé su magia, ya que cree que Simon no es el recipiente adecuado para el mago más grande. El Humdrum aparece, y Simon, ahora entendiendo la situación del Humdrum, le da al Humdrum toda su magia para "llenar el agujero". Baz y Penny aparecen y Simon mata accidentalmente al mago. Baz consuela a Simon mientras llora la muerte del Hechicero. 
Lucy planeaba nombrar a su bebé Simon Snow Salisbury. Cuando estaba por dar a luz, Davy, ahora revelado como el Hechicero, realizó un ritual para convertir al feto en un recipiente de un poder inexplicable. Murió al dar a luz y Davy escondió a un recién nacido Simon entre los normales con el nombre "Simon Snow" escrito en el brazo del bebé. Se muestra que los capítulos se cuentan desde la perspectiva del fantasma de Lucy, que intenta visitar a Simon durante el levantamiento del velo en octubre, pero no lo consigue.
En un epílogo, Agatha se mudó a California y adoptó un cocker spaniel al que llamó Lucy. Ha habido un juicio y Mitali Bunce (la madre de Penélope) es ahora la nueva directora de Watford. Baz regresó a Watford para su último año, pero a Simon ya no le queda magia y Penélope se retiró para apoyarlo. Baz y Simon ahora están saliendo oficialmente y Simon se muda a un departamento con Penelope.

## Personajes
- Simon Snow Salisbury
- Tyrannus Basilton Grimm Pitch
- Penelope Bunce
- Agatha Wellbelove
- El Hechicero (Davy)
- Lucy Salisbury

## Secuela
Una secuela, titulada Wayward Son, se anunció el 3 de junio de 2018. Aunque originalmente estaba programada para ser lanzada en 2020, Rowell publicó una imagen promocional en varias plataformas de redes sociales el 7 de noviembre de 2018, con un nuevo año de lanzamiento, 2019. Más tarde se confirmó que Wayward Son estaría disponible para su compra el 24 de septiembre de 2019.
El 1 de octubre de 2020 se anunció Any Way the Wind Blows, el tercer y último libro de la serie Simon Snow. Más tarde se confirmó que Any Way the Wind Blows se lanzaría el 6 de julio de 2021.

## Recepción
La novela recibió generales críticas positivas.
El diario estadounidense The New York Times dio una crítica positiva. "Rowell también impregna su magia con asombro y espectacularidad. Es un poder, políticamente pensado alegóricamente acerca de identidad sexual, étnica y de clase con un tiro embriagador de la lujuria adolescente".
La revista People dijo "Lleno de corazón y humor, este cuento fantástico es una buena adición al género de la escuela de magos."